# Кока, Имоджен
И́моджен Кока (англ. Imogene Coca, 18 ноября 1908 — 2 июня 2001) — американская комедиантка, наиболее известная по выступлению в шоу «Your Show of Shows».
За свою карьеру она шесть раз номинировалась на премию «Эмми», выиграв однажды, в 1951 году. Она также выиграла премию «Пибоди» в 1954, получила специальную премию «American Comedy Awards» в 1988 году и получила собственную звезду на «Голливудской „Аллее славы“» в 1960 году. Она также была номинирована на премию «Тони» в 1978 году.
Считается что Кока внесла значительный вклад в популяризацию женщин-комиков, и её проекты открыли путь к славе таким комедианткам как Кэрол Бернетт, Лили Томлин, Вупи Голдберг и Трейси Ульман.